# هاپ!

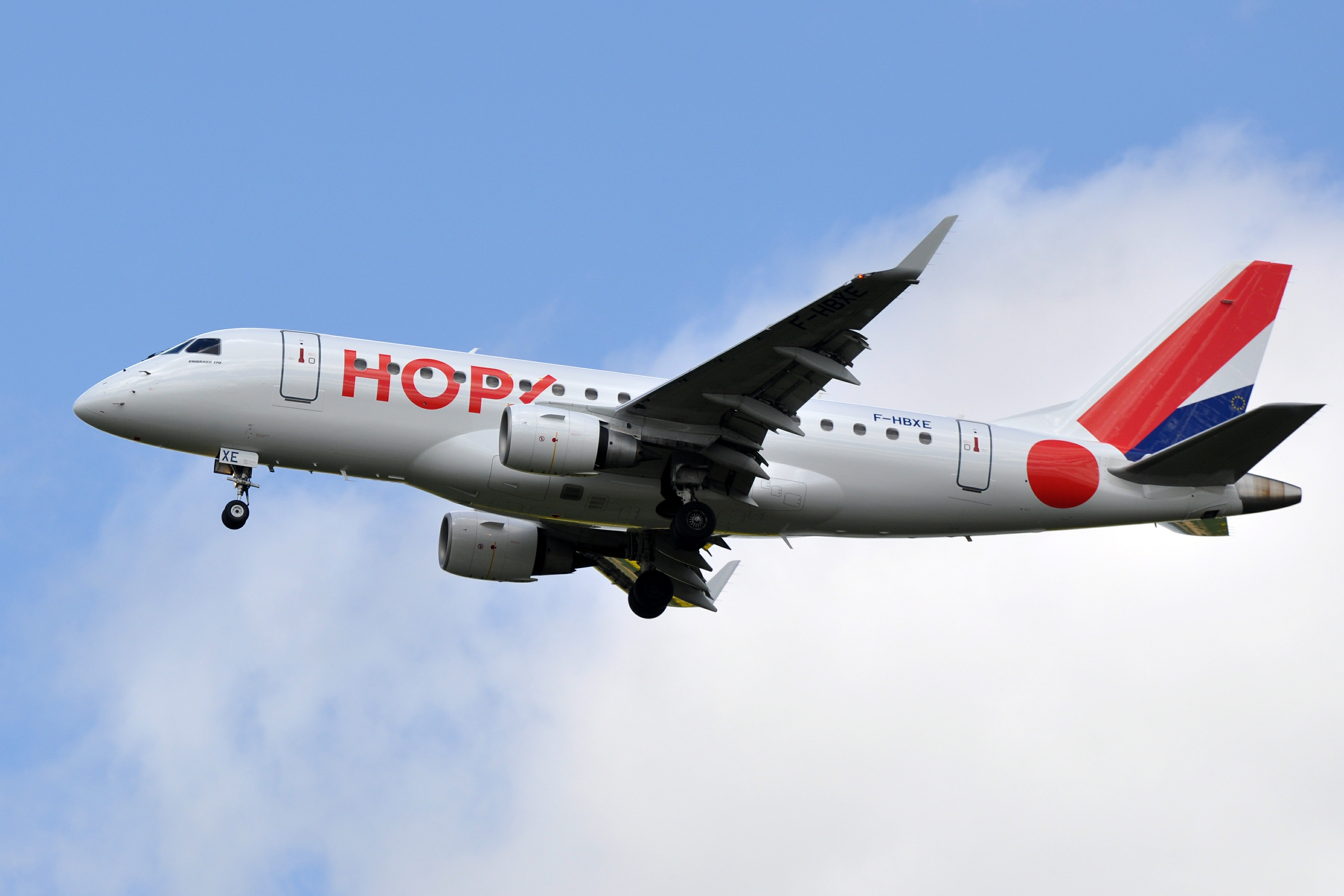
هواپیمای امبرائر ۱۷۰، متعلق به هاپ!

هاپ!، (به انگلیسی: HOP!) شرکت هواپیمایی ارزان‌قیمت فرانسوی است، که در ماه مارس ۲۰۱۳ با ادغام خطوط هواپیمایی رژیونال، ایرلاین‌ایر و بریت ایر، تأسیس شد و هم‌اکنون به‌عنوان شرکت تابعه ایر فرانس، روزانه به ۱۳۵ مقصد، در اروپا پروازهای مستقیم دارد.
دفتر مرکزی شرکت هاپ! در شهرستان راژیس، از حومه جنوبی شهر پاریس قرار دارد و فرودگاه لیون-سینت اگزوپری و فرودگاه اورلی، قطب‌های این شرکت هواپیمایی به‌شمار می‌آیند. شرکت هاپ! در حال حاضر در ناوگان هوایی خود، دارای ۱۲۱ فروند هواپیمای جت مسافربری می‌باشد.